# St. Govan’s Chapel
St. Govan’s Chapel ist eine Kapelle am St. Govan’s Head in Pembrokeshire im Südwesten von Wales.
Das an die Seite einer Kalksteinklippe angebaute 5,3 mal 3,8 m große Gebäude mit Wänden aus Kalkstein besteht aus einer einzigen Kammer. Es wurde überwiegend im 13. Jahrhundert erbaut, obwohl einzelne Bestandteile auf das 6. Jahrhundert zurückdatiert werden können, als der Mönch Saint Govan eine Höhle in der Nähe der Kapelle bewohnte. Nach einer Legende ist er unter dem Altar auf der Ostseite begraben. Man gelangt in das Gebäude über einen Eingang auf der Nordseite. An der Nord- und Südseite befinden sich niedrige Steinbänke und ein Wasserbecken mit Abfluss. Das Schieferdach ist wahrscheinlich später erneuert worden.
Man erreicht die Kapelle über eine in den Kalkstein geschlagene Treppe. Nach der gängigen Legende ist es unmöglich, die Anzahl der Stufen auf- und abwärts zu zählen und zu dem gleichen Ergebnis zu kommen.
Die Kapelle wurde am 2. August 1966 vom Cadw als Grade 1 in die britische Denkmalliste aufgenommen.
Das Gebäude liegt heute im Gefahrenbereich des Schießplatzes Castlemartin Ost. Die Öffnungszeiten werden lokal ausgewiesen.
Die Kapelle liegt an mehreren beliebten Küstenwanderwegen.